# عصر الظهور
كتاب عصر الظهور هو كتاب للكوراني، يتمحور حول علامات ظهور محمد المهدي الإمام الثاني عشر من أئمة الشيعة الإمامية وذلك استناداً بالرويات والمصادر المعتبرة. يضم الكتاب ثمانية عشر فصلاً، يسرد فيه الأحداث التي ستحدث في عصر الظهور ودور المجتمعات المختلفة في تلك الفترة.
وفي نهايته يضم الكتاب فصلين عن عقيدة الشيعة في المهدي وكذلك عقيدة أهل السنة والجماعة.

## المؤلف
علي الكوراني هو أحد العلماء الشيعة الاثنا عشرية، الذي اشتهر في أوساط الشيعة ببحوثه حول الإمام المهدي.
ولد الكوراني عام 1944م في بلدة ياطر في أقصى جنوب لبنان 
وفيها نشأ وترعرع. بدأ دراسته الحوزوية في سن مبكرة في جبل عامل لبنان، ثم أكملها في حوزة النجف وعلی يد كبار مدرسيها. 
وفي عام 1967م ذهب إلی الكويت وبعد فترة أصبح وكيلاً عاماً للسيد الخوئي هناك. وبعد انتصار الثورة الإسلامية في إيران هاجر إلی إيران وسكن مدينة قم وعمل هناك في التأليف والتدريس، وبقي فيها حتى يومنا هذا.
له مؤلفات عديدة ككتاب عصر الظهور ومعجم أحاديث الإمام المهدي، وتدوين القرآن، والوهابية والتوحيد، وآيات الغدير والحق المبين في معرفة المعصومين وغيرها.
ولكن من بين مؤلفاته يعدّ كتاب عصر الظهور أحد أهم مؤلفاته التي اشتهر بها ومكنه بأن يكون من أعظم المراجع بالأمور المتعلقة بنظرية الإمام المهدي وظهوره.
يقول العلامة الكوراني حول كتابه هذا :
| عصر الظهور | " قبل بضع عشرة سنة كتبت كتاب عصر الظهور لتقديم صورة شاملة عن عصر الإمام المهدي عليه السلام بأسلوب ميسر ، استناداً إلى الآيات والأحاديث الشريفة ، وقد اكتفيت غالباً بذكر مصدر أو اثنين ، لأن غرض الكتاب عرض الصورة العامة التقريبية عن عصر الظهور وحركته . وبعد نشر الكتاب وفقنا الله تعالى لإنجاز معجم أحاديث الإمام المهدي الذي استغرق عمله خمس سنوات ، فكان من اللازم من يومها تجديد النظر في كتاب عصر الظهور، لكن: وَمَا تَشَاءُونَ إِلا أَنْ يَشَاءَ اللهُ . وفي هذه المراجعة رأيت أنه لابد من إضافة بعض الأفكار حول الظهور المقدس وعصره ، وحذف بعض التفاصيل التي تبين لي ضعف روايتها ، أو عدم ضرورتها . وبذلك صار الكتاب أقوى بناء والحمد لله." | عصر الظهور |

## محتوى الكتاب
يتمحور كتاب عصر الظهور حول علامات ظهور الإمام المهدي والأحداث التي ستسبق وتعاصر ظهوره، وذلك اعتماداً علی الأحاديث المعتبرة والمتواترة.
يرسم المؤلف في كتابه صورة شاملة عن وضع العالم في عصر الظهور والأحداث الواقعة فيه وذلك مع العديد من التفاصيل وأسماء الأمكنة والأشخاص.
وكذلك يربط فيه مضامين الأحاديث والروايات بالحوادث التي حدثت في العقود الأخيرة وذلك مع تحليلها وشرحها.
وأورد أيضاً في كتابه
فصولاً عن دور المجتمعات المختلفة في عصر الظهور، كدور الأتراك، والإيرانيين، والروميين، واليمانيين واليهود وغيرهم. وفي نهاية الكتاب ألحق المؤلف فصلين عن عقيدة الشيعة في المهدي وكذلك عقيدة السنة فيه. وأمّا الفصل الأخير فهو يضم أشهر القصائد التي كتبها الشعراء الشيعة في الإمام المهدي.
يقع الكتاب في ثلاثمئة صفحة ويشمل ثمانية عشر عنواناً.

### العناوين
- صورة عامة لعصر الظهور
- الفتة الغربية والشرقية علی المسلمين
- الروم ودورهم في عصر الظهور
- الترك ودورهم في عصر الظهور
- اليهود ودورهم في عصر الظهور
- العرب ودورهم في عصر الظهور
- اليمن ودورها في عصر الظهور
- مصر وأحداثها في عصر الظهور
- العراق ودوره في عصر الظهور
- الحرب العالمية في عصر الظهور
- الإيرانيون ودورهم في عصر الظهور
- بداية حركة الظهور المقدس
- الزحف نحو القدس
- نزول المسيح من السماء
- ملامح الدولة العالمية على يد الإمام المهدي
- عقيدة الشيعة في الإمام المهدي
- عقيدة السنة في المهدي المنتظر
- مقطوعات شعرية في مدح الإمام الحجة

## وصلات خارجية
- تصفح كتاب عصر الظهور